# Saint Lucia Freedom Party
Die Saint Lucia Freedom Party war eine politische Partei im karibischen Inselstaat St. Lucia.

## Geschichte
Die Partei wurde von dem Menschenrechts-Anwalt Martinus Francois gegründet. Sie trat in den Wahlen 2001 an, erhielt jedoch nur 18 Stimmen, und konnte damit keinen Sitz erringen.